# Jeremy Maclin
(en) Statistiques sur pro-football-reference
Jeremy Maclin, né le 11 mai 1988 à Chesterfield (Missouri), est un américain, joueur professionnel de football américain qui a évolué au poste de wide receiver au sein de la national Football League entre 2009 et 2019.

## Biographie

### Carrière universitaire
Au niveau universitaire, il a joué pour les Tigers du Missouri où il a été sélectionné à deux reprises dans l'équipe All-American, en 2007 et en 2008.

### Carrière professionnelle
Il est sélectionné lors du premier tour de la draft 2009 de la NFL en 19e choix global par les Eagles de Philadelphie. Il y est le troisième wide receiver sélectionné lors de cette draft après Darrius Heyward-Bey et Michael Crabtree.
Il reste chez les Eagles jusqu'au terme de la saison 2014 après avoir été sélectionné pour le Pro Bowl 2014. Il rejoint alors pour les saisons 2015 et 2016, les Chiefs de Kansas City avant de terminer sa carrière chez les Ravens de Baltimore en 2017.
Il n'est pas re-signé en 2018 et annonce sa retraite en mars 2019.

## Statistiques

### NCAA
| Année       | Équipe      | Statut      | MJ |     | Passes réceptionnées | Passes réceptionnées | Passes réceptionnées | Passes réceptionnées |       | Courses | Courses | Courses | Courses |
| Année       | Équipe      | Statut      | MJ | Nb. | Yards                | Moy.                 | TD                   | Nb.                  | Yards | Moy.    | TD      |         |         |
| 2007        | Missouri    | Fr          | 14 | 80  | 1 055                | 13,2                 | 9                    | 51                   | 375   | 7,4     | 4       |         |         |
| 2008        | Missouri    | So          | 14 | 102 | 1 260                | 12,4                 | 13                   | 40                   | 293   | 7,3     | 2       |         |         |
| Totaux NCAA | Totaux NCAA | Totaux NCAA | 28 | 182 | 2 315                | 12,7                 | 22                   | 91                   | 668   | 7,3     | 6       |         |         |

### Scouting Combine
| Taille             | Poids          | Bras    | Main    | Sprint   | Sprint   | Sprint   | Shuttle 20 yards | 3 cones drill | Détente          | Détente             | Développé couché | Test Wonderlic |
| Taille             | Poids          | Bras    | Main    | 40 yards | 10 yards | 20 yards | Shuttle 20 yards | 3 cones drill | verticale        | horizontale         | Développé couché | Test Wonderlic |
| 1,83 m (6 ft 0 in) | 90 kg (198 lb) | inconnu | inconnu | 4,45 s   | 1,58 s   | 2,62 s   | 4,25 s           | 7,06 s        | 0,90 m (35,5 in) | 3,05 m (10 ft 0 in) | inconnu          | 25             |

### NFL
| Année      | Équipe     | MJ  |     | Passes réceptionnées | Passes réceptionnées | Passes réceptionnées | Passes réceptionnées |       | Courses | Courses | Courses | Courses |
| Année      | Équipe     | MJ  | Nb. | Yards                | Moy.                 | TD                   | Nb.                  | Yards | Moy.    | TD      |         |         |
| 2009       | Eagles     | 15  | 56  | 773                  | 13,8                 | 4                    | 2                    | -7    | -3,5    | 0       |         |         |
| 2010       | Eagles     | 16  | 70  | 964                  | 13,8                 | 10                   | 3                    | 36    | 12,0    | 0       |         |         |
| 2011       | Eagles     | 13  | 63  | 859                  | 13,6                 | 5                    | 1                    | 1     | 1,0     | 0       |         |         |
| 2012       | Eagles     | 15  | 69  | 857                  | 12,4                 | 7                    | -                    | -     | -       | -       |         |         |
| 2014       | Eagles     | 16  | 85  | 1 318                | 15,5                 | 10                   | -                    | -     | -       | -       |         |         |
| 2015       | Chiefs     | 15  | 87  | 1 088                | 12,5                 | 8                    | 3                    | 14    | 4,7     | 0       |         |         |
| 2016       | Chiefs     | 12  | 44  | 536                  | 12,2                 | 2                    | 1                    | -1    | -1      | 0       |         |         |
| 2017       | Ravens     | 12  | 40  | 440                  | 11,0                 | 3                    | -                    | -     | -       | -       |         |         |
| Totaux NFL | Totaux NFL | 114 | 514 | 6 835                | 13,3                 | 46                   | 10                   | 43    | 4,3     | 0       |         |         |

| Année      | Équipe     | MJ |     | Passes réceptionnées | Passes réceptionnées | Passes réceptionnées | Passes réceptionnées |       | Courses | Courses | Courses | Courses |
| Année      | Équipe     | MJ | Nb. | Yards                | Moy.                 | TD                   | Nb.                  | Yards | Moy.    | TD      |         |         |
| 2009       | Eagles     | 1  | 7   | 146                  | 20,9                 | 1                    | -                    | -     | -       | -       |         |         |
| 2010       | Eagles     | 1  | 3   | 73                   | 34,3                 | 0                    | -                    | -     | -       | -       |         |         |
| 2015       | Chiefs     | 2  | 5   | 52                   | 10,4                 | 0                    | -                    | -     | -       | -       |         |         |
| 2016       | Chiefs     | 1  | 2   | 28                   | 14,0                 | 0                    | -                    | -     | -       | -       |         |         |
| Totaux NFL | Totaux NFL | 5  | 17  | 299                  | 17,6                 | 1                    | -                    | -     | -       | -       |         |         |